# 2009 en Nouvelle-Calédonie
- 1960
- 1970
- années 1980
  - 1980
  - 1981
  - 1982
  - 1983
  - 1984
  - 1985
  - 1986
  - 1987
  - 1988
  - 1989
- 1990
- 2000
- 2010
- 2020

Cet article présente les faits marquants de l'année 2009 en Nouvelle-Calédonie.

## Évènements

### Janvier 2009
- Lundi 5 janvier 2009 : Diffusion dans l'émission Capital sur M6 (le 4 janvier en France métropolitaine, les programmes de la chaîne, proposée sur le bouquet Canalsat Calédonie, étant décalés d'un jour sur le Territoire) d'un reportage sur un éventuel « Eldorado calédonien », faisant état de la bonne santé économique locale (fort taux de croissance et faible taux de chômage). L'émission aurait entraîné une hausse des requêtes auprès de l'agence de l'emploi néo-calédonienne venant de Métropole[1].
- Lundi 19 janvier 2009 : Un séisme de magnitude 6,9 a frappé les îles Loyauté[2].
- Mardi 20 janvier 2009 : La Société Le Nickel — opérateur historique du nickel calédonien et filiale d'Eramet —, obtient l'autorisation d'explorer un immense gisement de nickel, dans le cadre d'un partenariat avec la Province Sud où se trouve la capitale Nouméa. Une convention d'exploitation a été signée et 84 millions d'euros vont être investis en vue de la valorisation des deux gisements de la pointe méridionale. D'ici 10 ou 12 ans d'études, la décision de construire une nouvelle usine de traitement du nickel pourra être prise avec une capacité de 60 000 tonnes annuelles.

### Février 2009
- Vendredi 13 février 2009 : Manifestation pour la défense de l'« emploi local » organisé par un collectif « Citoyen de pays » récemment constitué. La marche réunit un millier de personnes à Nouméa, afin de protester notamment contre le remaniement de l'avant-projet de loi de pays sur le sujet (ramenant, entre autres, la pénalité pour l'employeur en cas d'irrégularité de 625 à 400 fois le taux horaire, ou encore le fait que le premier chapitre explique comment embaucher une personne venant de l'extérieur de l'archipel)[3].

### Mars 2009
- Vendredi 6 mars 2009 : Selon la direction des Affaires sanitaires et sociales, l'épidémie de dengue, transmise par le moustique Aedes aegypti, prend de l'ampleur, passant de 481 cas en janvier à 1541 cas en février et se montant à quelque 100 cas par jour début mars, et ce chiffre peut être multiplié par trois si l'on veut tenir compte des malades ne consultant pas de médecins. Maladie tropicale la plus répandue après le paludisme, la dengue engendre une forte fièvre, des douleurs articulaires, des maux de tête et peut provoquer des hémorragies mortelles. En 2003, l'épidémie a fait 17 morts[4].
- Mardi 10 mars 2009 : Tenue d'une conférence sociale sur les salaires en Nouvelle-Calédonie réunissant l'ensemble des partenaires sociaux de l'archipel, où, malgré la bonne santé économique, les problèmes de vie chère et l'inégalité de la répartition des richesses, occupent le débat politique local. Selon le président du gouvernement territorial Harold Martin (55 ans, Avenir ensemble, droite non-indépendantiste) : « Le contexte n'est ici pas le même qu'aux Antilles et pour une fois on a peut-être de l'avance parce que depuis 2006 nous avons pris énormément de mesures », faisant entre autres allusion à toute une gamme d'éco-produits, initiés sous sa présidence. Parmi les principaux thèmes du débat : une étude des minima conventionnels, le relèvement du salaire minimum et la mise en place de négociations annuelles obligatoires dans les entreprises.
- Mardi 24 mars 2009 : Le prochain recensement de juillet devrait comporter une question sur  l'appartenance ethnique ce qui ne soulève pas de polémique sur le territoire, et est considéré par l'Union calédonienne (indépendantiste) comme « un outil essentiel pour mesurer le rattrapage des populations kanakes ». Neuf communautés différentes, y compris une intitulée « autre », pourront être cochées par les habitants, avec possibilité pour les personnes métisses d'en choisir plusieurs. Depuis plusieurs dizaines d'années, le recensement en Nouvelle-Calédonie incluait usuellement une question demandant aux habitants à quelle communauté ils considèrent appartenir : européenne, mélanésienne, tahitienne, vietnamienne, indonésienne… sauf celui de 2004, après que l'ancien président de la République Jacques Chirac, pris à partie sur la question en juillet 2003, avait vivement condamné cette disposition. Le retrait en hâte de cette question avait alors soulevé la polémique dans les rangs indépendantistes[5].

### Avril 2009
- Jeudi 1er avril 2009 : Importante fuite d'acide sulfurique à l'usine de Goro à l'extrémité sud de la Grande Terre. Une quantité estimée à l'origine entre 1000 et 5000 litres par l'industriel, mais en réalité bien supérieure, jusqu'à 18 000 litres, s'est déversée sur le site et dans un ruisseau voisin, le creek de la baie Nord[6], provoquant la mort de plus de 3 000 poissons dans une zone connue pour son fort taux d'endémisme[7]. Cet incident remet en question l'excellence environnementale de l'entreprise et pousse la Province Sud, qui parle de « grave dysfonctionnement », à interdire dès le surlendemain la production d'acide tant que Vale Inco Nouvelle-Calédonie (gérante de l'usine) n'aura pas remis ses installations en conformité dans un délai de quatre jours, évalué clairement les causes de l'incident et établi un bilan de ses conséquences à court et long terme sur l'environnement[8].
- Mercredi 14 avril 2009 : Selon un rapport d'experts réalisé à la demande de l'Union des syndicats des ouvriers et employés de Nouvelle-Calédonie (Usoenc, premier syndicat du pays en nombre d'adhérents), la vie est chère en Nouvelle-Calédonie en raison d'un système fiscal et économique jugé opaque, injuste et inflationniste, qui n'a pas été réformé en profondeur depuis 1982. Sur les dix dernières années, la croissance s'est située à environ 5 à 6 % par an, grâce à ses richesses en nickel et à des investissements structurants. Alors que « le partage de la valeur ajoutée s'est fait au profit du capital » et que « la part salariale est restée stable », le taux de marge d'exploitation du commerce est passé de 48,6 % en 1998 à 61,1 % en 2007, largement au-dessus des chiffres métropolitains.

### Mai 2009
- Dimanche 10 mai 2009 : Élections provinciales. La droite non-indépendantiste, dite « loyaliste », reste majoritaire en Nouvelle-Calédonie avec 31 sièges sur 54 au congrès mais les indépendantistes progressent en nombre d'élus avec 23 sièges contre 18 lors de la mandature précédente, grâce notamment à la présentation d'une liste unique du Front de libération nationale kanak et socialiste (FLNKS) en Province Sud. Le Rassemblement-UMP, écarté du pouvoir en 2004, est le premier groupe du Congrès avec 13 sièges, mais ne capitalise pas la performance réalisée par l'UMP aux législatives de 2007. Parmi les autres groupes non indépendantistes : Calédonie ensemble (10 sièges), Avenir ensemble (6 sièges) et Rassemblement pour la Calédonie (2 sièges). Chez les indépendantistes, outre le FLNKS uni qui obtient 4 élus à l'Assemblée de la Province Sud et 3 au Congrès, le Parti de libération kanak (Palika) conserve la majorité (relative) à l'Assemblée de la Province Nord et l'Union calédonienne (UC) celle dans les Îles Loyauté. Les groupes indépendantistes au Congrès sont ainsi constitués : FLNKS (les trois élus unitaires du Sud et ceux UC des deux autres Provinces : 11 sièges), UNI (Palika et alliés : 8 sièges), Parti travailliste (3 sièges) et Libération kanak socialiste (1 siège).
- Vendredi 15 mai 2009 : élections des présidents des trois assemblées de Provinces : Pierre Frogier (Rassemblement-UMP) dans le Sud à la faveur d'une « entente républicaine » unissant la droite non-indépendantiste (34 voix sur 40, contre 4 à Rock Wamytan pour le FLNKS et 2 à Jacques Lafleur pour le RPC) ; Paul Néaoutyine (UNI-Palika) réélu dans le Nord au troisième tour de scrutin à la majorité relative (10 voix sur 22 contre 8 à Gilbert Tyuienon pour l'UC et 4 bulletins blancs) ; Néko Hnepeune (UC) réélu au premier tour dans les Îles Loyauté grâce au soutien des deux élus du LKS (8 voix sur 14).
- Vendredi 22 mai 2009 : Harold Martin (Avenir ensemble) est élu, avec 31 voix sur 54, président du Congrès de la Nouvelle-Calédonie, confirmant « l'entente républicaine » à droite après des élections provinciales qui ont débouché sur un éclatement de l'échiquier politique. Les deux autres candidats en lice étaient Rock Wamytan pour le FLNKS (Front de libération nationale kanak et socialiste), qui a remporté 20 voix et Rose Vaialimoa (Parti travailliste), qui en a recueilli trois.
- Jeudi 28 mai 2009 : Des heurts se sont produits ce matin entre les forces de l'ordre et des militants du syndicat USTKE (Union syndicale des travailleurs kanaks et des exploités, indépendantistes), qui ont envahi l'aérodrome domestique de Nouméa et ont tenté de pénétrer dans l'aérogare. Un conflit oppose l'USTKE et la direction d'Air Calédonie (Aircal) à propos de la non-reconduction du contrat d'une employée, accusée d'avoir commis une faute lourde. Un arrangement a été trouvé avec la direction du travail pour le reclassement de cette employée, mais l'USTKE s'oppose à la direction d'Aircal, au sujet de la prise en charge des jours de grève. Ils ont été repoussés par des tirs de grenades lacrymogènes des gendarmes mobiles et de la police. Un cocktail Molotov a été lancé lors des heurts contre les forces de l'ordre. Un petit groupe a ensuite découpé le grillage de la piste d'atterrissage située en bord de plage et l'a investie. Plusieurs d'entre eux sont alors montés à bord de deux ATR de la compagnie Aircal. Les équipements électroniques des avions ont été manipulés par les émeutiers, clouant pour 3 jours au sol les avions pour vérifications. Une trentaine de manifestants, dont Gérard Jodar, président de l'USTKE, ont été interpellés et placés en garde à vue. Selon Yves Dassonville, haut-commissaire de la République en Nouvelle-Calédonie : « Un engin explosif a été trouvé à bord d'un des avions. Tout ceci n'est pas tolérable. Est-ce qu'on est encore dans du syndicalisme ? Non, on est dans du banditisme, et je ne laisserai pas faire »[9].
- Samedi 30 mai 2009 : Le président de l'USTKE, Gérard Jodar, est placé en détention provisoire à Nouméa, après des dégradations à l'aéroport domestique jeudi lors d'une action du syndicat indépendantiste. Six autres adhérents du syndicat ont également été incarcérés et seront jugés mardi en comparution immédiate. Ils sont poursuivis pour entrave à la circulation d'un aéronef et dégradation de biens publics[10]. Fin juin, il est condamné à un an de prison ferme pour entrave à la circulation d'un aéronef.

### Juin 2009
- Vendredi 5 juin 2009 : Nouveau gouvernement de onze membres élus avec une majorité loyaliste (29 voix sur 54) par les représentants au Congrès. Philippe Gomès (Calédonie ensemble), tête de la liste commune des partis loyalistes, a été élu à l'unanimité président de la nouvelle formation gouvernementale par quatre formations : le Rassemblement-UMP, Calédonie ensemble, l'Avenir ensemble et le LMD (Le mouvement de la diversité). Le camp indépendantiste, divisé en deux listes, a obtenu trois membres côté FLNKS (Front de libération nationale kanak et socialiste, tendance Union calédonienne), et un du côté de l'UNI (Union nationale pour l'indépendance). Philippe Gomès entend être « le capitaine d'une équipe plurielle », en réalisant la « double synthèse dans la liste » qu'il représente « et avec la sensibilité indépendantiste ». Sa priorité est donnée « aux transferts de compétences » et à « la sortie de l’Accord de Nouméa » qui prévoit un référendum d'autodétermination au plus tard en 2018[11].
- Dimanche 7 juin 2009 : Élections européennes. L'abstention est forte en Nouvelle-Calédonie (78,18 %, soit largement plus que le taux pour l'ensemble de la France qui s'établit à 59,37 % mais à peine plus élevé que celui de la totalité de la Circonscription Outre-Mer, à 77,04 %). La liste Majorité présidentielle, menée par Marie-Luce Penchard pour la Circonscription Outre-Mer et par le néo-calédonien kanak non-indépendantiste Maurice Ponga (membre localement du Rassemblement-UMP) pour la section Pacifique, arrive largement en tête sur le Territoire avec 19 413 voix, soit 59,33 % des suffrages exprimés[12]. Sur l'ensemble de l'Outre-mer, cette liste se place également en première position avec 29,69 % des voix et un siège[13]. Et comme son meilleur score a été obtenu dans la section Pacifique, Maurice Ponga est élu député européen. Il est le deuxième néo-calédonien, et le deuxième Kanak, à siéger au Parlement de Strasbourg, le premier ayant été Dick Ukeiwé de 1989 à 1994.
- Lundi 29 juin 2009 : Les quatre premiers cas de grippe H1N1 ont été confirmés et trois autres cas sont suspectés. Tous les patients, âgés de moins de 30 ans, revenaient d'un séjour en Australie, et ont été placés en isolement.

### Juillet 2009
- Mardi 28 juillet 2009 : La secrétaire d'État à l'Outre-mer, Marie-Luce Penchard, en visite à Nouméa, réaffirme la volonté de l'État d'accompagner l'émancipation de la Nouvelle-Calédonie, qui doit progressivement exercer de nouvelles compétences. Le Parlement  vient d'adopter un texte, qui apporte des garanties financières sur le transfert à la Nouvelle-Calédonie de plusieurs compétences, dont celle de l'enseignement secondaire. Selon la ministre : « Ces dispositions, exceptionnelles au regard de la situation financière de notre pays, confirment la position singulière et avantageuse de la Nouvelle-Calédonie par rapport aux autres collectivités territoriales ». Elle souhaite que le Congrès de la Nouvelle-Calédonie vote à l'unanimité en faveur de ces transferts de compétences fin novembre, comme le prévoit le calendrier de l'accord de Nouméa (1998) et qu'ils soient « effectifs avant 2014 », date à partir de laquelle un référendum d'autodétermination peut être organisé en Nouvelle-Calédonie[14].
- Vendredi 31 juillet 2009 : En marge du troisième sommet France-Océanie, des affrontements ont opposé à Nouméa policiers et membres du syndicat USTKE. Les manifestants ont bloqué plusieurs entreprises dans les zones industrielles de Ducos et de Numbo, à la périphérie de Nouméa et dressé des barrages, parfois enflammés, sur les routes. Ils protestent contre l'incarcération fin juin du président, Gérard Jodar et de 5 adhérents après un coup de force à l'aérodrome local[15]. 4 policiers et 2 pompiers sont légèrement blessés par des projectiles au cours des heurts.

### Août 2009
- Lundi 3 août 2009 : De violents affrontements ont opposé à Koné (chef-lieu de la Province Nord) des grévistes du syndicat indépendantiste USTKE et les forces de l'ordre, faisant 27 blessés parmi celles-ci. Les syndicalistes avaient dressé un barrage filtrant à proximité de l'antenne administrative locale et ont résisté aux forces de l'ordre qui tentaient de les disperser avec des tirs de grenades lacrymogènes. Le syndicat USTKE, soutenu par l'extrême-gauche, multiplie depuis une semaine les manifestations et les blocages d'entreprises pour protester contre l'incarcération fin juin de son président, Gérard Jodar, et de cinq adhérents après un coup de force à l'aérodrome local[16].
- Mardi 4 août 2009 :
  - Les militants du syndicat indépendantiste USTKE, dont certains « armés et cagoulés », poursuivent leurs actions de blocage d'entreprises et d'administrations. Les forces de l'ordre sont à nouveau intervenues pour libérer les accès à plusieurs entreprises de la zone industrielle de Ducos, interpellant onze personnes. Exaspérés, des chefs d'entreprise ont à leur tour bloqué des accès à Ducos afin que toutes les sociétés soient logées à la même enseigne et qu'un mouvement de solidarité se crée. Selon Nicole Moreau, présidente de la CGPME, « plusieurs PME ont déjà été obligées de fermer leurs portes. On va vers l'asphyxie totale de l'économie ». À Poindimié (côte est, Province Nord) des manifestants ont également bloqué l'entrée des locaux de la subdivision administrative[17].
  - Olivier Besancenot, porte-parole du Nouveau Parti anticapitaliste (NPA, extrême gauche), apporte son « total soutien » au syndicat indépendantiste USTKE appelant à « la libération immédiate de Gérard Jodar et des dirigeants syndicaux emprisonnés » et à « l'arrêt des violences policières injustifiées à l’occasion des rassemblements citoyens » : « Ce nouveau conflit se déroule dans un climat social dégradé par l'amplification des inégalités sociales et du chômage galopant pour les jeunes kanaks et wallisiens […] Le haut-commissaire de la République ne cesse de jeter de l'huile sur le feu et pratique l'escalade de la répression policière, alimentant ainsi un climat de violence et une répression accrue […] L'intervention de la gendarmerie, et surtout du GIPN à chaque conflit social, l'arrestation de syndicalistes, jugés et condamnés, la stigmatisation de l'USTKE renforcent le statut colonial de Kanaky ! »[18].
- Mercredi 5 août 2009 :
  - De nouveau affrontements ont opposé manifestants et forces de l'ordre. 2 gendarmes et 4 manifestants ont été blessés et 13 autres personnes ont été arrêtées. Les troubles les plus importants ont été constatés à la tribu de Saint-Louis, dans la périphérie de Nouméa où les gendarmes dépêchés sur place ont essuyé des tirs, et l'un d'eux a été blessé à la cuisse par un tir de chevrotine[19].
  - La secrétaire d'État à l'Outre-Mer, Marie-Luce Penchard dénonce « une démarche d'affrontement systématique » de l'USTKE, mais « pense qu'on va trouver une solution » au conflit entre le syndicat et la compagnie aérienne locale Aircal.
- Mardi 11 août 2009 : Près de 25 000 personnes ont participé à une marche, à l'appel d'un « collectif citoyen » contre la violence en Nouvelle-Calédonie, à la suite des violents incidents de ces derniers jours, autour d'un conflit social non abouti et pour défendre « la construction d’un destin commun ». 5 000 polos portant le slogan « Si ya pas toi ya pas moi » ont été distribués. Beaucoup de commerces, d'entreprises et d'administrations ont libéré leur personnel pour aller marcher. Les trois chambres consulaires et le gouvernement local ont apporté leur soutien au mouvement. Parmi les personnalités présentes, le député UMP Gaël Yanno, le maire de Nouméa Jean Lèques, le président du Congrès Harold Martin et Nidoish Naisseline du mouvement Libération kanak socialiste.
- Samedi 22 août 2009 : Une « marche sur Nouméa » organisée par le « Collectif pour la défense des droits et des libertés et pour la libération des syndicalistes », a réuni 800 personnes selon la police. Elle a lieu 3 jours avant le procès en appel de Gérard Jodar, président du syndicat indépendantiste USTKE, et de 6 autres personnes, actuellement emprisonnés et condamnés à un an de prison après un coup de force sur l'aéroport de Nouméa. Le Collectif affirme que la marche, prévue de longue date, n'est pas une réponse à la manifestation du 11 août qui avait rassemblé plus de 20 000 personnes, en majorité d’origine européenne, à Nouméa[20].
- Lundi 24 août 2009 : Deux nouveaux décès, un homme et une femme, portent depuis ce week-end à 5 le nombre de personnes décédées de la grippe H1N1 en Nouvelle-Calédonie[21]. Au total plus de 20 000 cas sont recensés sur le territoire où « l'épidémie s'est très rapidement propagée en dépit des avertissements »[22].
- Lundi 31 août 2009 : Deux nouveaux décès, une femme de 36 ans et un bébé, portent depuis dimanche à 7 le nombre de personnes décédées de la grippe H1N1 en Nouvelle-Calédonie.

### Septembre 2009
- Vendredi 11 septembre 2009 : Deux nouveaux décès, une femme de 86 ans (morte le 10 août) et un enfant de 1 an (mort mardi), portent à 9 le nombre de personnes décédées de la grippe H1N1 en Nouvelle-Calédonie.

### Octobre 2009
- Vendredi 2 octobre 2009 : Clôture des VIIIe Mini-Jeux du Pacifique, organisés depuis le 21 septembre à Rarotonga aux îles Cook. La Nouvelle-Calédonie arrive en deuxième position du classement des médailles (56 dont 23 d'or, 21 d'argent et 22 de bronze), derrière Fidji (78 médailles dont 32 d'or, 26 d'argent et 20 de bronze) et devant la Polynésie française (59 médailles dont 21 d'or, 22 d'argent et 16 de bronze).
- Mercredi 7 octobre 2009 : Philippe Gomès est le premier président du gouvernement local depuis Jean Lèques en 2000 à venir porter la voix officielle des institutions territoriales devant la Quatrième commission de l'Assemblée générale des Nations unies chargée des questions politiques spéciales et de la décolonisation (entretemps, seule la vision du FLNKS avait été défendue par Rock Wamytan), à New York. Il y présente les Accords de Matignon et de Nouméa comme les garants de « dix années de paix et de développement dans le cadre d’un partage des responsabilités entre indépendantistes et non- indépendantistes », « un accord de décolonisation original puisqu’il se déploie au sein de la France », qui « appelle à transcender le fait colonial » et « oblige à écrire une page originale de l’histoire du monde »[23]. Il propose également que le séminaire annuel décentralisé du Comité spécial de la décolonisation, l'autre instance chargée de contrôler la liste des territoires non autonomes selon l'ONU, soit organisé à Nouméa dès mai 2010 pour que ce dernier vienne se rendre compte sur place de l'évolution de la Nouvelle-Calédonie[24].
- Dimanche 11 octobre 2009 : un séisme d'une magnitude de 5,8 s'est produit au large de la Nouvelle-Calédonie, la première secousse s'est produite à environ 380 kilomètres à l'est de Nouméa à une profondeur de 35 kilomètres.
- Vendredi 16 octobre 2009 : à la suite d'une procédure engagée par le Parti travailliste, le Conseil d'État prononce l'annulation du scrutin provincial du 10 mai dans les Îles Loyauté. Le Conseil d'État fait état d'irrégularités dans les procès-verbaux des opérations de dépouillement. Il note aussi, dans certaines communes, un recours injustifié au vote par procuration, en infraction au code électoral[25].

### Novembre 2009
- Jeudi 19 novembre 2009 : à nouveau, deux détenus arrivent à s'échapper de la prison de Nouvelle-Calédonie, portant à 16 le nombre d'évasions depuis le début de l'année de cet établissement vétuste et surpeuplé et sans miradors et dont les bâtiments sont issus des débuts de la colonisation au XIXe siècle. La prison abrite près de 400 détenus pour 192 places[26].

### Décembre 2009
- Mardi 1er décembre 2009 : Le Congrès adopte le transfert de compétences de l'enseignement secondaire public et de l'enseignement privé à l'unanimité. La Nouvelle-Calédonie assurera à compter du 1er janvier 2012, outre la possibilité d'adapter les programmes nationaux, le pilotage du système éducatif du secondaire et du privé : répartition des moyens humains et financiers mis à sa disposition, organisation des structures de concertation et d’expertise nécessaires, définition de l’offre de formation, des orientations pédagogiques, des conditions de scolarisation, de la carte scolaire, de l’orientation et l’affectation des élèves, de l’accompagnement pédagogique des maîtres du 1er degré, de la construction, de la rénovation et de l’entretien des lycées et enfin de l’organisation de la santé scolaire. Ce transfert a été décidé après obtention de certaines garanties notamment financières de l'État, qui conserve la gestion des diplômes nationaux, la définition des programmes, adaptables localement par le Territoire ou, déjà depuis 1989, par les Provinces, et la qualification des enseignants[27].
- Dimanche 6 décembre 2009 : Élections provinciales partielles dans les Îles Loyauté, à la suite de l'annulation du scrutin du 10 mai par décision du Conseil d'État datée du 16 octobre 2009. Six listes s'affrontaient, dont cinq indépendantistes et une d'union non-indépendantiste. L'Union calédonienne (UC) du président sortant Néko Hnepeune arrive une nouvelle fois en tête avec 33 % des suffrages (-0,71 points) et 6 sièges (=) sur 14. Le Parti travailliste (extrême-gauche) lié à l'USTKE fait une percée avec 23,44 % des voix (+3,38 points) et 4 sièges (+2). Le LKS (Libération kanak socialiste) se maintient voire progresse avec 14,05 % (+1,12 points) et 2 sièges (=), tandis que l'Union pour le Renouveau (UPR) issue d'une scission de la liste UNI de mai rafle les deux derniers sièges. Le Palika, pour la première fois depuis la création de cette collectivité en 1989, n'a plus un seul élu à l'Assemblée provinciale. Les non-indépendantistes de la liste « Les Îles pour tous », menée par le sénateur UMP et président du LMD (Le Mouvement de la diversité) Simon Loueckhote, malgré leur unité, échouent à retrouver une représentation dans les Îles qu'ils avaient perdu en mai 2009. Néko Hnepeune est réélu sans difficulté président de la province et forme une majorité composée de l'UC, du LKS et de l'UPR (10 élus sur 14). La composition du Congrès ne modifie pas le rapport de force entre opposants et partisans de l'indépendance, qui reste respectivement à 31 sièges contre 23, mais fait perdre deux membres au groupe UNI (Union nationale pour l'indépendance, dominé par le Palika, 6 sièges désormais) et en gagner un à celui du FLNKS (dominé par l'UC, 12 sièges désormais) et un également au Parti travailliste (4 sièges).
- Samedi 12 décembre 2009 : La nageuse néo-calédonienne Diane Bui Duyet bat le record du monde individuel dames du 100 m papillon en petit bassin lors des demi-finales de l'épreuve aux Championnats d'Europe 2009 à Istanbul en Turquie. Son temps est de 55 s 05. Le précédent record avait été établi le 10 novembre 2009 par l'Australienne Felicity Galvez lors de la Coupe du monde de Stockholm en Suède, à 55 s 46.